# Limnophila lepida
Limnophila lepida är en tvåvingeart. Limnophila lepida ingår i släktet Limnophila och familjen småharkrankar.

## Underarter
Arten delas in i följande underarter:
- L. l. lepida
- L. l. subtilis